# Claes Gustaf Rålamb
Claes Gustaf Rålamb, född 29 januari 1705 i Stockholm, död där 20 mars 1765, var en svensk friherre och ämbetsman.

## Biografi
Rålamb blev student vid Uppsala universitet 1720. Han blev auskultant vid Riksarkivet 1724 och i Svea hovrätt 1724, och utnämndes till kammarherre 1723. Han reste i utlandet 1725–1729 och utnämndes till kammarråd 1737. Rålamb var landshövding i Södermanlands län 1751–1761 och president i Kommerskollegium 1761–1762. Han var ledamot av statsdeputationen vid riksdagen 1761 och president i Statskontoret 1762–1765.
Rålamb utnämndes till riddare av Nordstjärneorden 1751 och till kommendör av Nordstjärneorden 1758. Han ligger begraven i Klara kyrka.
Claes Gustaf Rålamb var son till Gustaf Rålamb och grevinnan Hedvig Douglas. År 1747 gifte han sig med friherrinnan Christina Sofia Sack.